# Trierostola remivola
Trierostola remivola är en fjärilsart som beskrevs av Edward Meyrick 1932. Trierostola remivola ingår i släktet Trierostola och familjen äkta malar. Inga underarter finns listade i Catalogue of Life.